# 法王庙 (韩城市)
法王庙位于中国陕西省渭南韩城市西庄镇西南角，沿黄观光路西庄中学东南侧约160米，已列为全国重点文物保护单位。

## 历史
法王庙兴建于北宋乾兴元年（1022年），供奉唐末宋初韩城西庄人房寅（字百虎），在庙前灵贶观修道，用针灸之法，使宋仁宗降生，又为宋真宗医病，得受封为法王，建庙祭祀。历代重修。清同治七年（1868年），乐楼毁于回乱。光绪十五年（1889）重修。

## 活动
法王庙每年举办三次庙会，分别在清明节、七月十八和十月十七。

## 建筑
法王庙坐北向南，现存有过殿、献殿和寝宫三座大殿，为元代建筑。过殿前有砖砌六角攒顶小塔，为法王之墓。寝殿法王宫建于高台上，歇山顶，斗拱五铺作双昂。屋脊饰以琉璃脊吻兽。三门分别嵌木匾“法王宫”、“昭宋代”、“护韩原”。

## 保护
1957年，法王庙公布为省级重点文物保护单位。2006年5月25日，法王庙由中华人民共和国国务院公布为第六批全国重点文物保护单位，编号6-779-3-482。